# Élection présidentielle française de 1995
L'élection présidentielle française de 1995 est la septième élection présidentielle à se tenir sous le régime de la Cinquième République, et la sixième au suffrage universel direct depuis la réforme constitutionnelle de 1962. Les premier et second tours sont respectivement organisés les 23 avril et 7 mai 1995.
Après avoir congédié Michel Rocard, le président François Mitterrand et les gouvernements socialistes d'Édith Cresson et de Pierre Bérégovoy sont impuissants à résoudre la crise des années 1991-1993, ce qui conduit la droite à revenir aux affaires lors de la deuxième cohabitation.
Jacques Chirac est candidat pour la troisième fois. Durant le second septennat de François Mitterrand, son autorité sur le RPR est remise en cause jusqu'aux législatives de 1993, notamment par Charles Pasqua et Philippe Séguin. À droite, longtemps donné grand favori par les sondages, le Premier ministre, Édouard Balladur, se présente également. Du côté du PS, Lionel Jospin s'impose comme candidat grâce à une stratégie de mise en retrait entamée après les cantonales de 1992. Les trois principaux candidats potentiels, Laurent Fabius, Michel Rocard et Jacques Delors, renoncent à se présenter.
Après avoir légèrement devancé Édouard Balladur au premier tour, Jacques Chirac l'emporte avec 52,6 % des suffrages exprimés au second tour face à Lionel Jospin.
La sincérité des comptes de campagne de Jacques Chirac et Édouard Balladur est remise en cause plusieurs années plus tard. Des soupçons de financement occulte pèsent notamment sur celle du Premier ministre de l’époque, qui sera finalement relaxé.

## Contexte

### Retour de la droite au pouvoir
La droite prépare activement la reconquête du pouvoir. En juin 1990, Jacques Chirac et Valéry Giscard d'Estaing fondent l'Union pour la France. L'UPF souhaite gagner les élections législatives de 1993 et présenter un candidat commun à la présidentielle de 1995 à la suite d'une éventuelle primaire.
La droite est divisée sur la question européenne à l'occasion du référendum sur le Traité de Maastricht. Jacques Chirac, Alain Juppé, Valéry Giscard d'Estaing ou encore Raymond Barre font campagne en faveur du « oui ». Philippe Séguin, Charles Pasqua et Philippe de Villiers portant la campagne du « non ». Le 20 septembre 1992, le « oui » l'emporte de justesse.
Après une campagne sans grand suspense, l'union UDF-RPR remporte un succès considérable aux élections législatives de mars 1993, avec 495 sièges sur 577. Le RPR obtient 257 sièges, l'UDF 215 et les divers droite 23. Le 29 mars, François Mitterrand nomme Édouard Balladur Premier ministre. C'est la deuxième cohabitation.
L'accord entre Jacques Chirac et Édouard Balladur semble clair : le président du RPR se mettant en retrait pour préparer sa campagne présidentielle de 1995 et le Premier ministre installant simplement la droite au pouvoir en attendant le départ de François Mitterrand.

### Affaiblissement de la gauche
Empêtré dans les affaires et les révélations sur le passé de François Mitterrand, le PS se présente dans un bien mauvais état à la fin de l'année 1994.
Incarnation d'une alternative de gauche à François Mitterrand, Michel Rocard apparaît comme le candidat naturel du PS. Néanmoins, le parti essuie de violents revers aux élections régionales et cantonales de 1992, et subit la plus lourde défaite de son histoire aux élections législatives de 1993 : seuls 57 députés socialistes ou apparentés sont élus. Laurent Fabius, premier secrétaire du PS, démissionne au congrès du Bourget. Il est remplacé par Michel Rocard. Celui-ci dirige la liste socialiste aux élections européennes de 1994 : avec seulement 14,5 % des voix, c'est un échec. Il est même talonné par la liste du Mouvement des radicaux de gauche, emmenée par Bernard Tapie (12,03 % des voix). Après le retournement des jospiniens, il démissionne de la tête du parti. Le 14 juillet 1994, François Mitterrand annonça qu'il renonçait à se représenter,.
L'émergence de Bernard Tapie est évidemment en mesure d'affaiblir le PS à gauche. Fort de son bon score aux élections européennes, sa candidature est envisagée par le parti Mouvement des radicaux de gauche. Mais, rattrapé par les scandales financiers (en particulier l'affaire VA/OM), la carrière politique de Bernard Tapie s'arrête.
C'est alors que l'ancien ministre Jacques Delors, président de la Commission européenne depuis 1985, est perçu comme le dernier recours à gauche. En tête dans tous les sondages, quelle que soit la configuration, il renonce pourtant à se présenter le 11 décembre 1994. Pour justifier sa décision qu'il annonce dans l'émission 7 sur 7 sur TF1, il évoque tout d'abord « [s]on âge » et  explique notamment que « les conditions ne [lui] paraissent pas à l’heure actuelle réunies pour la mise en œuvre de la politique [qu'il croit] nécessaire pour la France » avec  « les potentielles divisions internes avec les socialistes » et « la probable absence de majorité favorable pour conduire ses réformes ». Son renoncement fut assez mal vécu à gauche, mais également par l'équipe d'Édouard Balladur.
Au congrès de Liévin de novembre 1994, Henri Emmanuelli devient Premier secrétaire du PS. Il annonce l'organisation d'une primaire interne pour désigner le candidat du Parti socialiste, dans l'hypothèse où Jacques Delors ne se présenterait pas. Celle-ci se tient le 5 février 1995, et désigne Lionel Jospin. Celui-ci fait campagne sur le thème du « droit d'inventaire », qui marque une prise de distance avec François Mitterrand.
De son côté, le Parti communiste français poursuit dans les sondages son effondrement entamé en 1981. Robert Hue, secrétaire national depuis 1994, semble toutefois bénéficier d'une bonne image dans l'opinion, et présente sa candidature.

## Modalités du scrutin
Lors de l’élection présidentielle de 1995, le président de la République est élu au suffrage universel direct pour un mandat de sept ans. Si aucun candidat ne recueille la majorité absolue des suffrages exprimés au premier tour de scrutin, un second tour a lieu quatorze jours plus tard : seuls peuvent alors se présenter les deux candidats arrivés en tête au premier tour après retrait éventuel de candidats mieux placés. L’élection présidentielle se tient les 23 avril (premier tour) et 7 mai (second tour) 1995.
Chaque candidat doit satisfaire plusieurs conditions :
- être de nationalité française et ne pas être privé de ses droits civiques concernant l'éligibilité ;
- avoir au minimum 23 ans ;
- être inscrit sur une liste électorale ;
- recueillir 500 « parrainages » de parlementaires ou d'élus locaux : ces parrainages doivent provenir d'au moins trente départements ou collectivités d'outre-mer différents et pas plus d'un dixième des élus signataires ne doit provenir du même département ou de la même collectivité d'outre-mer.

La Constitution prévoit que :
- en cas d'empêchement ou décès dans la dernière semaine de dépôt des candidatures d'une personne qui a annoncé son intention d'être candidate, le Conseil constitutionnel peut reporter l'élection ;
- en cas d'empêchement ou décès d'un candidat avant le premier tour, l'élection est reportée ;
- en cas d'empêchement ou décès d'un candidat qualifié pour le second tour, il est procédé de nouveau à l'ensemble des opérations électorales.

Le Conseil constitutionnel est, selon l'article 58 de la Constitution, garant de la régularité de l'élection, de l'examen des réclamations et de la proclamation des résultats.

## Candidats

### Dépôt des candidatures
Le Conseil constitutionnel a rendu publique la liste des candidats deux semaines avant le premier tour, conformément à l'article 58 de la Constitution. Antoine Waechter et Brice Lalonde ont échoué à recueillir les 500 parrainages nécessaires, tout comme le régionaliste Max Simeoni.

### Candidatures retirées ou n'ayant pas abouti
- Raymond Barre[13]
- Jacques Delors[14]
- Laurent Fabius[15]
- Valéry Giscard d'Estaing[16]
- Jean-François Hory[17]
- Brice Lalonde
- Marlène Mourreau[18]
- Michel Rocard[19],[20]
- Max Simeoni
- Bernard Tapie
- Antoine Waechter

## Déroulement
Le scrutin est organisé selon les règles fixées par le décret de convocation des électeurs, et se déroule aux dates suivantes :
- dimanche 23 avril : premier tour de 8 h à 20 h
- dimanche 7 mai : second tour de 8 h à 20 h

### Premier tour
Le 23 avril, Édouard Balladur et Philippe de Villiers appellent leurs électeurs à voter en faveur de Jacques Chirac. De son côté, Robert Hue et Dominique Voynet appellent à voter pour Lionel Jospin tandis qu'Arlette Laguiller ne donna aucune consigne de vote, conformément à ce qu'elle avait indiqué en janvier 1995.

### Campagne du second tour
Voyant son succès quasi assuré, Jacques Chirac réorienta son discours avec une ligne nettement plus libérale qu'au premier tour [réf. nécessaire]. Son discours devint davantage inspiré par Alain Juppé que par Philippe Séguin. Les politologues ne manquèrent pas de le faire remarquer, tout comme Lionel Jospin lors d'un meeting au lendemain du débat télévisé.
Lors du défilé du 1er mai du Front national en l'honneur de Jeanne d'Arc, Jean-Marie Le Pen ne donna aucune consigne de vote.

### Débat télévisé
Le débat a lieu le 2 mai 1995. Animé par Alain Duhamel et Guillaume Durand, il dure 2 h 21. Les thèmes suivants sont successivement abordés : politique et institution ; finances ; société ; Europe et monde.
Bien plus décontracté que les précédents, le débat fut assez courtois et aucune tension ne fut observée. Le seul moment marquant de l'émission fut lorsque Lionel Jospin prononça sa phrase sur une éventuelle victoire de Jacques Chirac : 
«  Il vaut mieux cinq ans avec Jospin que sept ans avec Jacques Chirac. Ça serait bien long. »

### Second tour
Lionel Jospin concède sa défaite de manière respectueuse envers Jacques Chirac, jugeant qu'une victoire était quasiment impossible après les 14 années de présidence de François Mitterrand : 
« Les citoyens se sont exprimés ce dimanche 7 mai pour élire le président de la République. La décision était grave et, sans doute, difficile à prendre pour beaucoup de Françaises et de Français en un temps où nombre d'entre vous doivent affronter de sérieux problèmes et s'interrogent sur l'avenir de notre pays. Une majorité a voté pour Jacques Chirac. Je le félicite pour son élection à la présidence de la République et je lui souhaite bonne chance.

Je salue François Mitterrand au moment où s'achève son second septennat.
Je remercie chaleureusement les quinze millions de Françaises et de Français qui m'ont apporté leurs suffrages. Dans ce grand moment de confrontation démocratique qu'est une campagne présidentielle, j'ai senti se créer autour de ma candidature et de mes propositions, un profond mouvement de renouveau.
Il n'a pas permis, aujourd'hui, la victoire, mais il ne s'arrêtera pas car il est porteur d'espérance.

J'invite toutes celles et tous ceux qui croient aux valeurs de justice et de progrès à se rassembler pour prolonger cette espérance et préparer les succès de demain. »

## Campagne des principaux candidats

### Jacques Chirac
Le président du RPR avait passé un accord avec Édouard Balladur après les législatives de 1993 pour pouvoir se présenter à l'élection présidentielle. Néanmoins, il fut confronté à la forte popularité d'Édouard Balladur ainsi qu'à la bonne entente entre François Mitterrand et son Premier ministre, alors même qu'il avait refusé de redevenir Premier ministre de François Mitterrand car cela lui avait beaucoup coûté lors de la présidentielle de 1988.
Le 4 novembre 1994, il déclare sa candidature dans un entretien à La Voix du Nord, prenant de court l'ensemble de la majorité, y compris du côté de l'UDF,. Le 12, il démissionne de la présidence du RPR, pour se consacrer exclusivement à la campagne, contrairement à 1981 et 1988 où il avait gardé sa fonction. Il s'entoure de Jacques Pilhan, un ancien conseiller de François Mitterrand pour travailler sur son image et sur sa communication avec sa fille Claude Chirac. Il choisit Patrick Stefanini pour diriger sa campagne, tandis que le jeune François Baroin fut désigné comme porte-parole.
Il réalise un coup d'éclat lors de son intervention médiatisée le 18 décembre 1994 sur la question des SDF en France, demandant l'application de l'ordonnance du 11 octobre 1945 pour réquisitionner des logements,.
En janvier 1995, son livre programme La France pour tous sort en librairie et inspire en partie son slogan de campagne. Le 18 janvier, Édouard Balladur déclare sa candidature et reçoit le soutien de la quasi-totalité du gouvernement, notamment des membres RPR, excepté Alain Juppé et Jacques Toubon tout comme Philippe Douste-Blazy et Alain Madelin qui préfèrent aller à l'encontre du soutien de son parti. Jean-Louis Debré et Philippe Séguin se rallient également à sa candidature. Il mène campagne notamment sur la « fracture sociale », théorisée en partie par le sociologue Emmanuel Todd. Sa campagne met du temps à décoller, au point que la journaliste Arlette Chabot l'interroge sur la pertinence de sa candidature,. Nicolas Sarkozy va même jusqu'à suggérer que s'il se retirait, Édouard Balladur serait élu dès le premier tour.
À partir du mois de février, sa campagne décolle tandis que celle d'Édouard Balladur commence à patiner, les sondages passant de 17% à 21% en sa faveur tandis Balladur connaît une chute de 9 points (de 33% à 24%). Il bénéficie notamment de l'image positive renvoyée par Les Guignols de l'info, de l'effet de sa phrase « Mangez des pommes » mais aussi du côté austère d'Édouard Balladur. De plus, à la suite de propos mal placés sur son état de santé, François Mitterrand va favoriser sa candidature au détriment de celle de son rival RPR. Après le mois de février, les courbes s'inversent et Édouard Balladur ne rattrapa jamais son retard.
Il reçoit divers soutiens, notamment Johnny Hallyday, Michel Galabru, Line Renaud ou Frédéric Mitterrand, neveu du président sortant. Il bénéficie également du soutien de Valéry Giscard d'Estaing, avec qui il s’est rapproché après leur brouille de la présidentielle de 1981.
À la surprise générale, il n'arrive qu'en deuxième position lors du premier tour avec 20,84 % et n'améliore que très légèrement son score de 1988. Cependant, il remporte assez nettement le scrutin lors du second tour, avec 52,64 % des suffrages, bénéficiant d'un très bon report des voix des électeurs d'Édouard Balladur. Pour le second tour, il bénéficie du soutien de Brice Lalonde, qui lui apporta son soutien le 2 mai. L'opinion était sans doute lassée des 14 années de présidence de François Mitterrand[réf. nécessaire].

### Lionel Jospin
L'ancien premier secrétaire du PS avait pris du recul après la défaite de la gauche lors des législatives de 1993. Ses rapports avec François Mitterrand s'étaient tendus depuis le congrès de Rennes, et il se tint à l'écart des instances du parti. Lors du congrès du Bourget, Michel Rocard le charge d'organiser les « Assises de transformation sociale », censées rassembler la gauche autour d'un nouveau projet. Au congrès de Liévin, il présenta une contribution comme un simple militant,. Il reçoit la bénédiction de Pierre Mauroy, que François Mitterrand avait tenté de convaincre de concourir.
Lorsque Jacques Delors renonce à concourir le 11 décembre 1994 à l'émission 7 sur 7, il commence à réfléchir à une éventuelle candidature. Daniel Vaillant, proche de Lionel Jospin depuis les années 1970, lui fait l'analyse suivante : — Il ne faut surtout pas que le Conseil national désigne le candidat, sinon tu es foutu. — Il parvient à ramener vers lui les soutiens de Jacques Delors, notamment François Hollande. Le 4 janvier 1995, il annonce devant le bureau national du PS qu'il est prêt à se présenter à l'élection présidentielle. Le soir même de son annonce de candidature, il reçoit le soutien du bureau politique du Mouvement des citoyens, fondé par les anciens du CERES. En coulisses, la Gauche socialiste tente de se rapprocher du Parti radical de gauche pour empêcher une candidature Jospin. La fédération socialiste de Haute-Garonne se mêle également à ces intrigues contre l'ancien ministre. Un mois plus tard, Lionel Jospin remporte la primaire face au premier secrétaire, Henri Emmanuelli. Il reçoit également le soutien des radicaux de gauche, après le retrait de son président Jean-François Hory le 31 mars.
Il constitue rapidement son équipe de campagne. Originalité par rapport aux précédents scrutins, il innove en nommant cinq porte-parole : Martine Aubry, Jean-Marc Ayrault, Dominique Strauss-Kahn, George Pau-Langevin et Daniel Percheron. Jacques Delors préside le comité de soutien, tandis que Jean Glavany dirige la campagne.
Rapidement, il réclame un « droit d'inventaire » sur l'action de François Mitterrand. Il mène campagne principalement sur le passage aux 35 heures, ainsi que pour la création d'« emplois jeunes », de la réduction du mandat présidentiel et l'adoption du quinquennat. Il propose également de taxer l'argent de la spéculation qui n'est pas réinvesti dans l'économie. Malgré leurs relations difficiles depuis 1990, François Mitterrand lui apporte son soutien le 13 mars 1995.
Son début de campagne fut fortement amputé par le duel entre Édouard Balladur et Jacques Chirac, et ne décolla véritablement qu'au mois de février, les sondages ne le créditant que de 17% à 20% d'intentions de vote. Par ailleurs, il ne tient son premier meeting de campagne que le 21 mars. Sa campagne permit au Parti socialiste de redresser son image. En février 1995, un sondage indiquait que 60 % des Français avaient une mauvaise image du PS, contre 26 % d'opinion favorable. Le mois suivant, la courbe s'était inversée avec 47 % d'opinions favorables contre 44 % de désapprobation. À la surprise générale, il arrive en tête lors du premier tour avec 23,30 %, mais il est nettement défait lors du second tour par Jacques Chirac.
Il reçut le soutien de nombreuses personnalités, dont Pierre Arditi, Yves Robert, Barbara, Pierre Perret, Erik Orsenna ou Alain Decaux.

### Édouard Balladur
Durant ses deux années à l'hôtel de Matignon, le Premier ministre bénéficie d'une forte popularité,. L'épisode de la prise d'otages du vol Air France 8969 contribuera d'après les politologues à renforcer sa stature de candidat présidentiable dans l'opinion. Au début de l'année 1994, une enquête de l'Ifop sur le meilleur candidat pour la droite plaçait largement le Premier ministre en tête, devant Raymond Barre et Jacques Chirac. Il était plébiscité par 53 % des sondés contre 18 % à Jacques Chirac, et même 59 % pour les sympathisants de droite.
Il annonce sa candidature le 18 janvier 1995 depuis son bureau de Matignon. Sa déclaration de candidature fut assez bien reçue dans l'opinion. Il bénéficie du soutien de la quasi-totalité du gouvernement ainsi que de l'Union pour la démocratie française qui lui apporte son soutien,. Il fait de Nicolas Bazire son directeur de campagne.
Sa campagne est amputée par des couacs dans sa communication, notamment l'épisode du métro qui est ressorti pendant la campagne. Il ne parvient pas à donner une image proche du peuple comme Jacques Chirac le faisait, et son passage au salon de l'Agriculture ne fut pas des plus réussis. Son programme est jugé bien trop libéral pour une bonne partie de l'opinion et des experts. L'affaire Schuller-Maréchal contribue à faire chuter les intentions de vote en sa faveur durant la campagne. Par ailleurs, comme Jacques Chaban-Delmas en 1974, il fut victime de révélations du Canard enchaîné sur sa feuille d'impôts,.
Le Premier ministre reçoit le soutien du maire de Marseille Robert Vigouroux,.
Le soir du premier tour, il n'obtient que 18,58 % des suffrages exprimés. Invitant ses électeurs à voter pour Jacques Chirac lors du second tour, ses partisans conspuent le candidat. Il réplique alors sèchement à ses partisans « Je vous demande de vous arrêter ! », une phrase qui deviendra l'une des phrases cultes des élections présidentielles.

### Jean-Marie Le Pen
Dans les années 1980, Jean-Marie Le Pen est parvenu à faire de son parti, le Front national (FN), la quatrième force électorale du pays. Il souffre cependant de la candidature de Philippe de Villiers, candidat du Mouvement pour la France (MPF). Au début de la campagne, il est crédité d’environ 8 % d'intentions de vote, contre 5 % pour ce dernier. Il déclare sa candidature le 18 septembre 1994, et fut officiellement investi par son parti le 15 janvier 1995.
Sous le slogan « Il faut tout changer », le président du FN espère profiter des divisions de la droite parlementaire pour se qualifier au second tour. Il met en avant les thèmes de l'immigration, de la souveraineté et le rejet des partis de gouvernement. Il fit également campagne sur l'idée d'une Sixième République. Sa candidature obtient le soutien d’une part importante des ouvriers, ce qui fait naître l’expression de « gaucho-lepénisme ». Crédité de 8 % des voix fin 1994, il passe à 12 % à la mi-mars 1995. À la différence de l’élection présidentielle de 1988, ses adversaires de l'aile gauche s'attendent à ce qu’il obtienne un score significatif, ce qui lui attire des attaques de toute part. Il est le seul candidat à avoir refusé de répondre à une enquête du journal Le Monde sur ses revenus.
Au soir du premier tour, il obtient, comme en 1988, la quatrième place. Avec 15,00 % des suffrages, il augmente son score de 300 000 voix par rapport au scrutin présidentiel précédent. Après avoir affiché sa forte opposition envers Jacques Chirac pendant la campagne, il ne donne pas de consigne de vote pour le second tour.

### Robert Hue
Le Parti communiste français (PCF), qui a subi une déroute à l’élection présidentielle de 1988 avec la candidature d’André Lajoinie, aborde l'élection présidentielle en position de faiblesse. Le parti n'a plus le monopole de la protestation, ni le rôle pivot comme au début de la Cinquième République.
Robert Hue, qui a succédé à Georges Marchais au poste de secrétaire général, entend entamer une politique de mutation du parti dont il vient de prendre la tête en l’ouvrant vers d’autres mouvements à gauche. Investi candidat à l'unanimité par le comité central du parti le 6 novembre 1994, il ne subit pas de dissidence, contrairement à ce qui s’était passé pour André Lajoinie en 1988,.
Sous le slogan « cette fois on va entendre votre refus de l'injustice et votre espoir de choix nouveau », Robert Hue axe sa campagne contre l'« argent roi » et entend faire des 500 000 emplois précaires des emplois stables, tout en réduisant le temps de travail à 35 heures sans réduction de salaires. Plus feutré que Georges Marchais, il bénéficie d'une image plutôt sympathique. Malgré la concurrence à gauche de Dominique Voynet et d’Arlette Laguiller, il passe, entre septembre 1994 et le premier tour, de 3,5 %, à 9,5 %.
Il obtient finalement 8,64 % des voix, ce qui le place en cinquième position et constitue une progression de 600 000 voix par rapport à 1988. Il appelle à voter pour Lionel Jospin au second tour.

## Sondages
Les sondages ont longtemps indiqué que le duel pour le second tour serait entre Édouard Balladur ou Jacques Chirac contre le candidat du Parti socialiste. Comme en 1988, ils n'ont pas anticipé suffisamment un score élevé pour Jean-Marie Le Pen car certains électeurs se refusent à avouer cette option aux instituts. De fait, cette élection constitue une surprise,.

### Sondages concernant le premier tour

#### En 1995
| Sondeur    | Date                | Arlette Laguiller      | Robert Hue       | Lionel Jospin      | Dominique Voynet         | Édouard Balladur       | Jacques Chirac       | Philippe de Villiers       | Jean-Marie Le Pen      | Jacques Cheminade       |
| Sondeur    | Date                | Arlette Laguiller (LO) | Robert Hue (PCF) | Lionel Jospin (PS) | Dominique Voynet (Verts) | Édouard Balladur (RPR) | Jacques Chirac (RPR) | Philippe de Villiers (MPF) | Jean-Marie Le Pen (FN) | Jacques Cheminade (FNS) |
| ---------- | ------------------- | ---------------------- | ---------------- | ------------------ | ------------------------ | ---------------------- | -------------------- | -------------------------- | ---------------------- | ----------------------- |
| Sondeur    | Date                |                        |                  |                    |                          |                        |                      |                            |                        |                         |
| TNS Sofres | 20 et 21 avril      | 5 %                    | 9,5 %            | 20,5 %             | 4 %                      | 16,5 %                 | 24 %                 | 6 %                        | 14 %                   | 0,5 %                   |
| Ipsos      | 14 et 15 avril      | 5,5 %                  | 9,5 %            | 20,5 %             | 2,5 %                    | 16,5 %                 | 26,5 %               | 6 %                        | 13 %                   | 0 %                     |
| TNS Sofres | 13 et 14 avril      | 5 %                    | 8,5 %            | 21 %               | 3,5 %                    | 16 %                   | 26 %                 | 6,5 %                      | 13 %                   | 0,5 %                   |
| TNS Sofres | du 8 au 10 avril    | 4,5 %                  | 8,5 %            | 21 %               | 3 %                      | 19 %                   | 26 %                 | 5 %                        | 13 %                   | 0 %                     |
| TNS Sofres | 4 et 5 avril        | 4,5 %                  | 8 %              | 22 %               | 3,5 %                    | 20 %                   | 24 %                 | 5,5 %                      | 12 %                   | 0,5 %                   |
| TNS Sofres | du 25 au 27 mars    | 3,5 %                  | 8 %              | 21 %               | 3,5 %                    | 18 %                   | 26 %                 | 6,5 %                      | 13 %                   | 0 %                     |
| TNS Sofres | 21 et 22 mars       | 3 %                    | 8,5 %            | 22 %               | 2,5 %                    | 17 %                   | 26 %                 | 7 %                        | 13 %                   | —                       |
| TNS Sofres | du 11 au 13 mars    | 3,5 %                  | 8 %              | 20 %               | 2,5 %                    | 20 %                   | 27 %                 | 6,5 %                      | 12 %                   | —                       |
| TNS Sofres | 8 et 9 mars         | 4 %                    | 9 %              | 21 %               | 3,5 %                    | 20 %                   | 24 %                 | 7,5 %                      | 10,5 %                 | —                       |
| TNS Sofres | du 21 au 23 février | 3 %                    | 7 %              | 24 %               | 5 %                      | 23,5 %                 | 19 %                 | 7,5 %                      | 11 %                   | —                       |
| TNS Sofres | du 7 au 9 février   | 3 %                    | 7 %              | 22,5 %             | 4 %                      | 28 %                   | 17,5 %               | 6,5 %                      | 10,5 %                 | —                       |
| TNS Sofres | du 24 au 26 janvier | 3 %                    | 7 %              | 17 %               | 3 %                      | 32 %                   | 18 %                 | 7 %                        | 12 %                   | —                       |
| TNS Sofres | du 10 au 12 janvier | 2,5 %                  | 6 %              | 20 %               | 4 %                      | 29 %                   | 17 %                 | 9 %                        | 11,5 %                 | —                       |

#### En 1993 et 1994
| |                   |       |    |       |       |      |        |      |      |       |     |      |     |      |      |     |      |
| Ipsos | 12 décembre 1994  | 800   | NC | 4 %   | 6 %   | 11 % | —      | —    | 9 %  | 1 %   | 2 % | 10 % | —   | 25 % | 17 % | 5 % | 10 % |
| Ipsos | 12 décembre 1994  | 800   | NC | 5 %   | 7 %   | 14 % | —      | —    | —    | 2 %   | 2 % | 12 % | —   | 27 % | 17 % | 5 % | 9 %  |
| Ipsos | 12 décembre 1994  | 800   | NC | 4 %   | 6 %   | —    | —      | 14 % | 9 %  | 1 %   | 1 % | 10   | —   | 25 % | 16 % | 5 % | 9 %  |
| Ipsos | 12 décembre 1994  | 800   | NC | 5 %   | 6 %   | —    | —      | 15 % | —    | 2 %   | 2 % | 11 % | —   | 28 % | 17 % | 5 % | 9 %  |
| Jacques Delors annonce à 7 sur 7 qu'il renonce à se présenter (11 décembre 1994)                                                                                       |                   |       |    |       |       |      |        |      |      |       |     |      |     |      |      |     |      |
| TNS Sofres | 7 décembre 1994   | NC    | NC | 3 %   | 5 %   | —    | 32 %   | —    | —    | 3 %   | —   | —    | 5 % | 25 % | 12 % | 5 % | 10 % |
| Ipsos | 24 novembre 1994  | 1 004 | NC | 3 %   | 5 %   | —    | 32 %   | —    | —    | 1 %   | 1 % | —    | 4 % | 26 % | 14 % | 4 % | 9 %  |
| Ipsos | 24 novembre 1994  | 1 004 | NC | 3 %   | 5 %   | —    | 27 %   | —    | 7 %  | 1 %   | 2 % | —    | 5 % | 24 % | 14 % | 4 % | 7 %  |
| Ipsos | 21 novembre 1994  | 1 000 | NC | 3 %   | 5 %   | —    | 32 %   | —    | —    | 2 %   | 3 % | —    | —   | 27 % | 18 % | —   | 10 % |
| Ipsos | 21 novembre 1994  | 1 000 | NC | 3 %   | 3 %   | —    | 28 %   | —    | 10 % | 2 %   | 3 % | —    | —   | 26 % | 17 % | —   | 8 %  |
| Ipsos | 21 novembre 1994  | 1 000 | NC | 3 %   | 5 %   | —    | 28 %   | —    | 9 %  | 2 %   | 3 % | —    | —   | 24 % | 15 % | 4 % | 7 %  |
| TNS Sofres | 9 novembre 1994   | NC    | NC | 3,5 % | 5 %   | —    | 26 %   | —    | —    | 3 %   | —   | —    | 4,5 | 28 % | 18 % | 4 % | 9 %  |
| Ipsos | 2 novembre 1994   | 935   | NC | 2 %   | 4 %   | —    | 28 %   | —    | 8 %  | 1 %   | —   | —    | 3 % | 26 % | 17 % | 3 % | 8 %  |
| Ipsos | 2 novembre 1994   | 935   | NC | 3 %   | 4 %   | —    | 29 %   | —    | —    | 1 %   | —   | —    | 8 % | 25 % | 21 % | —   | 9 %  |
| Ipsos | 2 novembre 1994   | 935   | NC | 4 %   | 6 %   | —    | 33 %   | —    | —    | 1 %   | —   | —    | —   | 26 % | 20 % | —   | 10 % |
| TNS Sofres | 6 octobre 1994    | NC    | NC | 4 %   | 5 %   | —    | 29,5 % | —    | —    | 1,5 % | —   | —    | 6 % | 28 % | 14 % | 3 % | 9 %  |
| Ipsos | 16 septembre 1994 | NC    | NC | 2 %   | 5 %   | —    | 25 %   | —    | 9 %  | 1 %   | —   | —    | 3 % | 31 % | 13 % | 3 % | 8 %  |
| Ipsos | 16 septembre 1994 | NC    | NC | 2 %   | 5 %   | —    | 29 %   | —    | —    | 1 %   | —   | —    | 5 % | 32 % | 17 % | —   | 9 %  |
| Ipsos | 16 septembre 1994 | NC    | NC | 2 %   | 6 %   | —    | 29 %   | —    | —    | 1 %   | —   | —    | —   | 35 % | 19 % | —   | 8 %  |
| TNS Sofres | 8 septembre 1994  | NC    | NC | 2,5 % | 3,5 % | —    | 27 %   | —    | —    | 2 %   | —   | —    | 5 % | 30 % | 16 % | 4 % | 10 % |
| TNS Sofres | 5 juillet 1994    | NC    | NC | 3 %   | 4 %   | —    | 26 %   | —    | —    | 4 %   | —   | —    | 8 % | 28 % | 16 % | —   | 11 % |
| Michel Rocard démissionne à titre de premier secrétaire du PS (19 juin 1994)                                                                                           |                   |       |    |       |       |      |        |      |      |       |     |      |     |      |      |     |      |
| Élections européennes : la liste socialiste de Michel Rocard est talonée par la liste menée par Bernard Tapie et réalise un score historiquement faible (12 juin 1994) |                   |       |    |       |       |      |        |      |      |       |     |      |     |      |      |     |      |
| TNS Sofres | 9 mai 1994        | NC    | NC | 2,5 % | 6 %   | 26 % | —      | —    | —    | 4,5 % | —   | —    | 6 % | 28 % | 17 % | —   | 10 % |
| TNS Sofres | 25 mars 1994      | NC    | NC | 2 %   | 5 %   | 25 % | —      | —    | —    | 4 %   | —   | —    | 7 % | 29 % | 17 % | —   | 11 % |
| TNS Sofres | 5 mars 1994       | NC    | NC | 2,5 % | 4,5 % | —    | 24 %   | —    | —    | 4 %   | —   | —    | 7 % | 33 % | 14 % | —   | 11 % |

| Sondeur | Dernier jour du sondage | Échantillon | ME | Laguiller (LO) | Lajoinie (PCF) | Chevènement (MDC) | Rocard (PS) | Delors (PS) | Waechter (Verts) | Lalonde (GÉ) | Giscard d'Estaing (UDF) | Balladur (RPR) | Chirac (RPR) | Le Pen (FN) |
| ------- | ----------------------- | ----------- | -- | -------------- | -------------- | ----------------- | ----------- | ----------- | ---------------- | ------------ | ----------------------- | -------------- | ------------ | ----------- |
| Sondeur | Dernier jour du sondage | Échantillon | ME |                |                |                   |             |             |                  |              |                         |                |              |             |
| Ipsos   | 2 octobre 1993          | 1 004       | NC | 2 %            | 8 %            | 4 %               | 23 %        | —           | —                | 7 %          | 14 %                    | —              | 29 %         | 12 %        |
| Ipsos   | 2 octobre 1993          | 1 004       | NC | 2 %            | 8 %            | 5 %               | —           | 28 %        | —                | 7 %          | 12 %                    | —              | 25 %         | 12 %        |
| Ipsos   | 2 octobre 1993          | 1 004       | NC | 1 %            | 8 %            | 4 %               | 21 %        | —           | —                | 7 %          | 9 %                     | 39 %           | —            | 10 %        |
| Ipsos   | 2 octobre 1993          | 1 004       | NC | 1 %            | 8 %            | 4 %               | 24          | —           | —                | 7 %          | 9 %                     | 35 %           | —            | 11 %        |
| Ipsos   | 26 juin 1993            | 1 004       | NC | 2 %            | 7 %            | 5 %               | 22 %        | —           | —                | 9 %          | 15 %                    | —              | 29 %         | 11 %        |
| Ipsos   | 26 juin 1993            | 1 004       | NC | 2 %            | 7 %            | 5 %               | —           | 27 %        | —                | 8 %          | 13 %                    | —              | 26 %         | 11 %        |
| Ipsos   | 26 juin 1993            | 1 004       | NC | 2 %            | 7 %            | 5 %               | 19 %        | —           | —                | 9 %          | 10 %                    | 36 %           | —            | 12 %        |
| Ipsos   | 26 juin 1993            | 1 004       | NC | 2 %            | 7 %            | 5 %               | —           | 24 %        | —                | 7 %          | 10 %                    | 33 %           | —            | 12 %        |
| Ipsos   | 13 mai 1993             | 965         | NC | —              | 7 %            | —                 | 24          | —           | 2 %              | 4 %          | 16 %                    | —              | 36 %         | 11 %        |
| Ipsos   | 13 mai 1993             | 965         | NC | —              | 7 %            | —                 | 23 %        | —           | 2 %              | 3 %          | 16 %                    | 37 %           | —            | 11 %        |

### Sondages concernant le second tour

#### Balladur - Chirac
| Sondeur      | Date                     |                  |                |
| Sondeur      | Date                     | Édouard Balladur | Jacques Chirac |
| ------------ | ------------------------ | ---------------- | -------------- |
| Sondeur      | Date                     |                  |                |
| Ipsos        | 11–13 avril 1995         | 41 %             | 59 %           |
| Sofres       | 25–27 mars 1995          | 39 %             | 61 %           |
| Ifop         | 23–24 mars 1995          | 38 %             | 62 %           |
| Louis Harris | 22 mars 1995             | 38 %             | 62 %           |
| Louis Harris | 15 mars 1995             | 35 %             | 65 %           |
| Sofres       | 11–13 mars 1995          | 40 %             | 60 %           |
| Louis Harris | 10–11 mars 1995          | 36 %             | 64 %           |
| Ipsos        | 6 mars 1995              | 40 %             | 60 %           |
| BVA          | 2–5 mars 1995            | 41 %             | 59 %           |
| Ifop         | 2–3 mars 1995            | 44 %             | 56 %           |
| Louis Harris | 1er mars 1995            | 49 %             | 51 %           |
| CSA          | 28 février–1er mars 1995 | 41 %             | 59 %           |
| BVA          | 17–20 février 1995       | 50 %             | 50 %           |
| Louis Harris | 17–18 février 1995       | 53 %             | 47 %           |
| CSA          | 6 février 1995           | 61 %             | 39 %           |
| Louis Harris | 4–5 février 1995         | 55 %             | 45 %           |
| Ifop         | 19–20 janvier 1995       | 64 %             | 36 %           |
| Ipsos        | 11 janvier 1995          | 66 %             | 34 %           |
| Ipsos        | 15–19 décembre 1994      | 58 %             | 42 %           |
| Ipsos        | 1er–2 juillet 1994       | 65 %             | 35 %           |

#### Balladur - Jospin
| Sondeur      | Date                     |                  | Lionel Jospin à Rennes en octobre 2000. |
| Sondeur      | Date                     | Édouard Balladur | Lionel Jospin                           |
| ------------ | ------------------------ | ---------------- | --------------------------------------- |
| Sondeur      | Date                     |                  |                                         |
| Ipsos        | 11–13 avril 1995         | 57 %             | 43 %                                    |
| Sofres       | 25–27 mars 1995          | 51,5 %           | 48,5 %                                  |
| Ifop         | 23–24 mars 1995          | 51 %             | 49 %                                    |
| Louis Harris | 10–11 mars 1995          | 53 %             | 47 %                                    |
| Ifop         | 9–10 mars 1995           | 52 %             | 48 %                                    |
| Ipsos        | 6 mars 1995              | 52 %             | 48 %                                    |
| BVA          | 2–5 mars 1995            | 54 %             | 46 %                                    |
| Ifop         | 2–3 mars 1995            | 53 %             | 47 %                                    |
| Louis Harris | 1er mars 1995            | 55 %             | 45 %                                    |
| CSA          | 28 février–1er mars 1995 | 55 %             | 45 %                                    |
| BVA          | 17–20 février 1995       | 53 %             | 47 %                                    |
| Louis Harris | 17–20 février 1995       | 54 %             | 46 %                                    |
| CSA          | 6 février 1995           | 61 %             | 39 %                                    |
| Louis Harris | 4–5 février 1995         | 61 %             | 39 %                                    |
| Ifop         | 19–20 janvier 1995       | 64 %             | 36 %                                    |
| Ipsos        | 11 janvier 1995          | 66 %             | 34 %                                    |
| Louis Harris | 6–7 janvier 1995         | 61 %             | 39 %                                    |

#### Chirac - Jospin
| Sondeur      | Date                     | Jacques Chirac, président de la République, France, 1997. | Lionel Jospin à Rennes en octobre 2000. |
| Sondeur      | Date                     | Jacques Chirac                                            | Lionel Jospin                           |
| ------------ | ------------------------ | --------------------------------------------------------- | --------------------------------------- |
| Sondeur      | Date                     |                                                           |                                         |
| Sofres       | 4–5 mai 1995             | 53 %                                                      | 47 %                                    |
| Sofres       | 28–29 avril 1995         | 54 %                                                      | 46 %                                    |
| Ipsos        | 28 avril 1995            | 54 %                                                      | 46 %                                    |
| Sofres       | 24 avril 1995            | 55 %                                                      | 45 %                                    |
| Sofres       | 20–21 avril 1995         | 57 %                                                      | 43 %                                    |
| Sofres       | 13–14 avril 1995         | 52 %                                                      | 48 %                                    |
| Ipsos        | 11–13 avril 1995         | 59 %                                                      | 41 %                                    |
| Sofres       | 4–5 avril 1995           | 57 %                                                      | 43 %                                    |
| Sofres       | 25–27 mars 1995          | 57 %                                                      | 43 %                                    |
| Ifop         | 23–24 mars 1995          | 58 %                                                      | 42 %                                    |
| Louis Harris | 22 mars 1995             | 55 %                                                      | 45 %                                    |
| Sofres       | 21–22 mars 1995          | 58 %                                                      | 42 %                                    |
| Louis Harris | 15 mars 1995             | 56 %                                                      | 44 %                                    |
| Sofres       | 11–13 mars 1995          | 60 %                                                      | 40 %                                    |
| Louis Harris | 10–11 mars 1995          | 59 %                                                      | 41 %                                    |
| Ifop         | 9–10 mars 1995           | 59 %                                                      | 41 %                                    |
| Sofres       | 8–9 mars 1995            | 57 %                                                      | 43 %                                    |
| Ipsos        | 6 mars 1995              | 56 %                                                      | 44 %                                    |
| BVA          | 2–5 mars 1995            | 57 %                                                      | 43 %                                    |
| Ifop         | 2–3 mars 1995            | 57 %                                                      | 43 %                                    |
| Louis Harris | 1er mars 1995            | 56 %                                                      | 44 %                                    |
| CSA          | 28 février–1er mars 1995 | 56 %                                                      | 44 %                                    |
| Sofres       | 21–23 février 1995       | 53 %                                                      | 47 %                                    |
| BVA          | 17–20 février 1995       | 54 %                                                      | 46 %                                    |
| Louis Harris | 17–20 février 1995       | 53 %                                                      | 47 %                                    |
| Sofres       | 7–9 février 1995         | 52 %                                                      | 48 %                                    |
| Louis Harris | 4–5 février 1995         | 57 %                                                      | 43 %                                    |
| Sofres       | 24–26 janvier 1995       | 54 %                                                      | 46 %                                    |
| Sofres       | 10–12 janvier 1995       | 51 %                                                      | 49 %                                    |

#### Chirac - Delors
| Sondeur | Date                | Jacques Chirac, président de la République, France, 1997. | Jacques Delors |
| Sondeur | Date                | Jacques Chirac                                            | Jacques Delors |
| ------- | ------------------- | --------------------------------------------------------- | -------------- |
| Sondeur | Date                |                                                           |                |
| Sofres  | 26–28 décembre 1994 | 51 %                                                      | 49 %           |
| Sofres  | 5–7 décembre 1994   | 39 %                                                      | 61 %           |
| Sofres  | 22–24 novembre 1994 | 40 %                                                      | 60 %           |
| Sofres  | 5–9 novembre 1994   | 45 %                                                      | 55 %           |
| Sofres  | octobre 1994        | 46 %                                                      | 54 %           |
| Ipsos   | 9–12 septembre 1994 | 48 %                                                      | 52 %           |
| Sofres  | septembre 1994      | 48,5 %                                                    | 51,5 %         |
| Ipsos   | 2–5 juillet 1994    | 46 %                                                      | 54 %           |
| Ipsos   | 1er–2 juillet 1994  | 48 %                                                      | 52 %           |
| Sofres  | juillet 1994        | 46 %                                                      | 54 %           |
| Sofres  | juin 1994           | 48 %                                                      | 52 %           |
| Ipsos   | 16–21 juin 1994     | 54 %                                                      | 46 %           |
| Sofres  | mai 1994            | 50 %                                                      | 50 %           |
| Sofres  | mars 1994           | 49 %                                                      | 51 %           |
| Ipsos   | 15–18 février 1994  | 52 %                                                      | 48 %           |
| Sofres  | janvier 1994        | 49 %                                                      | 51 %           |
| Sofres  | novembre 1993       | 50 %                                                      | 50 %           |
| Ipsos   | 1–2 octobre 1993    | 47 %                                                      | 53 %           |
| Sofres  | septembre 1993      | 47 %                                                      | 53 %           |
| Sofres  | juillet 1993        | 49 %                                                      | 51 %           |

## Résultats
| Candidats                | Candidats                | Partis                   | Premier tour | Premier tour | Second tour | Second tour |
| Candidats                | Candidats                | Partis                   | Voix         | %            | Voix        | %           |
| ------------------------ | ------------------------ | ------------------------ | ------------ | ------------ | ----------- | ----------- |
|                          | Lionel Jospin            | PS                       | 7 097 786    | 23,30        | 14 180 644  | 47,36       |
|                          | Jacques Chirac           | RPR                      | 6 348 375    | 20,84        | 15 763 027  | 52,64       |
|                          | Édouard Balladur         | RPR                      | 5 658 796    | 18,58        |             |             |
|                          | Jean-Marie Le Pen        | FN                       | 4 570 838    | 15,00        |             |             |
|                          | Robert Hue               | PCF                      | 2 632 460    | 8,64         |             |             |
|                          | Arlette Laguiller        | LO                       | 1 615 552    | 5,30         |             |             |
|                          | Philippe de Villiers     | MPF                      | 1 443 186    | 4,74         |             |             |
|                          | Dominique Voynet         | LV                       | 1 010 681    | 3,32         |             |             |
|                          | Jacques Cheminade        | FNS                      | 84 959       | 0,28         |             |             |
|                          |                          |                          |              |              |             |             |
| Votes valides            | Votes valides            | Votes valides            | 30 462 633   | 97,18        | 29 943 671  | 94,03       |
| Votes blancs et nuls     | Votes blancs et nuls     | Votes blancs et nuls     | 883 161      | 2,82         | 1 902 148   | 5,97        |
| Total                    | Total                    | Total                    | 31 345 794   | 100          | 31 845 819  | 100         |
| Abstention               | Abstention               | Abstention               | 8 647 118    | 21,62        | 8 131 125   | 20,34       |
| Inscrits / participation | Inscrits / participation | Inscrits / participation | 39 992 912   | 78,38        | 39 976 944  | 79,66       |

| Jacques Chirac : (52,64 %) |  |  | Lionel Jospin : (47,36 %) |
| ▲                          |  |  |                           |

## Analyse
Pour la première fois, le vote contestataire (37 %) dépasse les 30 %, alors que jusqu'à présent, ce phénomène n'était limité qu'aux scrutins locaux. Par ailleurs, le vote écologiste connaît un certain essoufflement après la percée des législatives de 1993, notamment en raison de l’incapacité des Verts à profiter de la situation délicate du Parti socialiste[réf. nécessaire].

### Analyse géographique
- Jacques Chirac
- Lionel Jospin
- Édouard Balladur
- Jean-Marie Le Pen
- Philippe de Villiers

#### Premier tour
Lionel Jospin est arrivé en tête dans soixante-huit départements de France métropolitaine et en Martinique. Il obtient son meilleur score dans l'Ariège avec 33,81 %. Il arrive en seconde position dans seize départements. Il réalise ses meilleurs scores dans les départements les plus à gauche et parvient en deuxième position à Paris. Il réalise quelques bonnes surprises, comme en Vendée où il termine troisième devant Jacques Chirac et en Corse-du-Sud où il termine troisième devant Jean-Marie Le Pen.
Jacques Chirac est arrivé en tête dans dix-sept départements de France métropolitaine et en France d'outre-mer, excepté en Martinique. Il obtient son meilleur score en Corrèze avec 49,30 %. Il arrive en seconde position dans cinquante départements. Sa campagne de premier tour lui a permis de réaliser de bons scores dans des terres traditionnellement à gauche, notamment dans le Sud-Ouest. En revanche, il n'arrive qu'en troisième position en Vendée, en Alsace Moselle et en Haute-Marne où Charles de Gaulle réalisait des scores très élevés dans les années 1960.
Édouard Balladur est arrivé en tête dans six départements. Il obtient son meilleur score en Mayenne avec 26,76 %. Il arrive en seconde position dans vingt-deux départements. Globalement, il obtient ses meilleurs résultats dans des terres plutôt ancrées à droite. La cartographie de son électorat est semblable à celles de Valéry Giscard d'Estaing et de Raymond Barre avant lui.
Jean-Marie Le Pen est arrivé en tête dans sept départements. Il arrive en seconde position dans douze départements. Il réalise une forte progression dans le Midi, dans le Nord industriel et réalise une percée dans l'Est. Ses moins bons scores sont principalement à l'Ouest, mais également à Paris. Il a bénéficié de la montée du régionalisme en Alsace, ce qui peut expliquer en partie pourquoi il est arrivé en tête dans la région.
Philippe de Villiers est arrivé en tête dans son département de la Vendée avec 22,02 %. Comme Jean Royer en 1974, il réalise ses meilleurs scores dans les départements limitrophes avec 9,1 % dans les Deux-Sèvres, 9 % en Maine-et-Loire et 7,8 % en Charente-Maritime.
Robert Hue arrive en troisième position dans quatre départements, en Dordogne et dans les départements du Limousin. Il obtient son meilleur score dans l'Allier avec 15,66 %, comme André Lajoinie sept ans plus tôt.
Arlette Laguiller réalise son meilleur score dans le Puy-de-Dôme avec 6,92 %.
Dominique Voynet obtient son meilleur score dans son département du Jura avec 5,87 %.
Jacques Cheminade ne parvient pas à dépasser les 1 % dans le moindre département.

#### Second tour
Lionel Jospin n'arrive en tête que dans vingt-six départements de France métropolitaine et dans la France d'outre-mer, hormis en Guyane. Jacques Chirac arrive en tête dans soixante-dix départements, et dépasse les 60 % dans 10 départements. Il obtient son meilleur score dans les Alpes-Maritimes avec 65,48 % tandis que Lionel Jospin réalise son meilleur score dans l'Ariège avec 59,83 %.

### Analyse sociologique

#### Abstention
L'abstention a été très forte lors des deux tours de scrutin, sans doute favorisée par les vacances scolaires. Lors du second tour, l'abstention a dépassé les 20 %, mais en prenant compte les 6 % de bulletins blancs ou nuls, près d'un quart des électeurs inscrits ne se sont pas prononcés. 30 % de l'électorat de Jean-Marie Le Pen s'est abstenu, et 13 % d'entre eux ont voté blanc ou nul.

#### Premier tour
Les trois principaux candidats n'ont recueilli que 62,7 % des suffrages exprimés, soit à peine 48,05 % des inscrits. La droite représente 58 % des électeurs tandis que la gauche ne pèse que 42 % si l'on inclut l'électorat écologiste. Le succès inattendu de Lionel Jospin s'explique en partie par la double candidature au sein de la droite. Jacques Chirac a surtout bénéficié de son électorat traditionnel. Le vote utile a défavorisé en partie Robert Hue, tandis que l'écologie politique montrait ses faiblesses. Dominique Voynet a perdu 100 000 électeurs par rapport à Antoine Waechter en 1988, tandis que Robert Hue enregistrait une progression de 600 000 électeurs, même si son score était semblable aux deux candidats communistes en 1988. Arlette Laguiller fut la seule à tirer profit des sondages, et obtint pour la première fois plus de 5 % des suffrages. Seulement 698 579 voix séparaient Jacques Chirac et Édouard Balladur. Jean-Marie Le Pen a encore progressé par rapport au scrutin précédent, notamment chez les ouvriers et les chômeurs.
Certains historiens et politologues considèrent également que Jacques Chirac a été victime du vote utile en raison de l'orientation de son discours de campagne.

#### Second tour
51 % des électeurs de Jean-Marie Le Pen ont voté en faveur de Jacques Chirac, contre 28 % pour Lionel Jospin. Lors du second tour, Jacques Chirac n'a été élu qu'avec 39,5 % des électeurs inscrits. Le score de Jacques Chirac se situe entre les scores réalisés par François Mitterrand en 1981 et 1988, ce qui tend à montrer qu'une partie de l'électorat centriste qui avait voté pour ce dernier est revenu vers un vote à droite. Avec près de 6 % de votes blancs ou nuls, ce scrutin marque un certain rejet d'une partie des électeurs des partis traditionnels.

### Comptes de campagne
C'est la première élection présidentielle française où les comptes de campagnes sont vérifiés.
Les comptes de tous les candidats sont validés sauf ceux de Jacques Cheminade.
| Candidat             | Résultat au 1er tour | Dépenses        | Remboursement  |
| -------------------- | -------------------- | --------------- | -------------- |
| Jacques Chirac       | 20,84 %              | 119 959 188 FRF | 43 200 000 FRF |
| Lionel Jospin        | 23,30 %              | 88 930 362 FRF  | 42 390 052 FRF |
| Édouard Balladur     | 18,58 %              | 89 776 119 FRF  | 30 170 431 FRF |
| Jean-Marie Le Pen    | 15,00 %              | 41 710 805 FRF  | 32 400 000 FRF |
| Robert Hue           | 8,64 %               | 50 187 965 FRF  | 32 400 000 FRF |
| Arlette Laguiller    | 5,30 %               | 11 349 012 FRF  | 3 768 898 FRF  |
| Philippe de Villiers | 4,74 %               | 24 088 777 FRF  | 7 200 000 FRF  |
| Dominique Voynet     | 3,32 %               | 7 266 891 FRF   | 6 217 985 FRF  |
| Jacques Cheminade    | 0,28 %               | comptes rejetés | 0 FRF          |

Les comptes de campagne d'Édouard Balladur sont mis en doute à partir de 2010 pour avoir intégré d'importantes sommes en liquide qui pourraient émaner de possibles rétrocommissions d'un contrat militaire avec le Pakistan. Selon le président d'alors du Conseil constitutionnel, Roland Dumas, les comptes n'ont été validés qu'après de houleux débats en passant outre des anomalies dans les comptes de campagne d'Édouard Balladur mais aussi de Jacques Chirac. Selon Jacques Robert, qui siégeait à l'époque au Conseil constitutionnel et a été le premier à évoquer ces irrégularités en 2002, les comptes de campagne des deux candidats, « manifestement irréguliers », ont été ajustés à la demande de Roland Dumas,.
En avril 2017, le quotidien Libération fait le lien entre le déblocage de commissions destinées au Pakistan et un versement de 10 millions de francs effectué à la même époque et en espèces sur le compte de l'Association pour le financement de la campagne d'Édouard Balladur (Aficeb),. En mai 2017, Édouard Balladur est mis en examen par la Cour de justice de la République dans le volet ministériel de cette affaire pour complicité de détournement de fonds publics dans l'affaire Karachi. Parallèlement, Nicolas Bazire, ex-directeur de campagne d'Édouard Balladur devenu dirigeant du groupe de luxe LVMH ; Renaud Donnedieu de Vabres, ex-conseiller du ministre de la Défense François Léotard ; Thierry Gaubert, alors membre du cabinet du ministre du Budget Nicolas Sarkozy ; Dominique Castellan, ancien patron de la branche internationale de la DCN et l'homme d'affaires franco-libanais Ziad Takieddine ont eux renvoyés en correctionnelle.
En 2020, après avoir eu accès aux archives de l’institution, la cellule investigation de Radio France fait état de la « fermeté » du Conseil constitutionnel concernant le compte de Jacques Cheminade « qui tranche étrangement avec les circonvolutions juridiques qui se font jour autour des comptes de Jacques Chirac et Édouard Balladur »
| Nom            | Vote sur le rejet |
| -------------- | ----------------- |
| Georges Abadie | Contre            |
| Michel Ameller | Pour              |
| Jean Cabannes  | Contre            |
| Étienne Dailly | Contre            |
| Roland Dumas   | Contre            |
| Maurice Faure  | Contre            |
| Noëlle Lenoir  | Pour              |
| Jacques Robert | Pour              |
| Marcel Rudloff | Pour              |

## Après l'élection
Au lendemain du second tour, la France célèbre le cinquantième anniversaire du 8 mai 1945 et est représentée par deux présidents, puisque Jacques Chirac est élu mais pas encore investi et François Mitterrand n'a pas encore quitté ses fonctions.
Après quatorze ans de présidence socialiste, Jacques Chirac est investi dans ses fonctions le 17 mai 1995. Il nomme Alain Juppé, son adjoint à la mairie de Paris et ministre des Affaires étrangères du Gouvernement Édouard Balladur, au poste de Premier ministre.
Quelques semaines après son élection, Jacques Chirac explique aux Français qu'il doit renoncer à son programme de réduction de la « fracture sociale » ayant « sous-estimé l'ampleur des déficits ». Il annonce vouloir réduire les déficits « pour qualifier la France pour la monnaie unique européenne ». Ce changement de cap radical par rapport à ses promesses électorales suivi de près par le « plan Juppé » provoque de vastes mouvements de grève dans les transports en décembre 1995.
Devenu rapidement impopulaire, Jacques Chirac dissout l'Assemblée nationale le 21 avril 1997, pensant prendre de vitesse la gauche avant les législatives prévues pour 1998 et conserver ainsi la majorité. Après le second tour du scrutin, l'union RPR-UDF, qui comptait alors 472 députés sur 577, n'en garde plus que 253, tandis que la gauche plurielle de Lionel Jospin (socialistes, radicaux, communistes, Verts) en remporte 319. Jacques Chirac nomme Lionel Jospin Premier ministre le 2 juin 1997, pour former la troisième cohabitation, qui durera cinq ans.